# Hyundai Ioniq 5
Hyundai Ioniq 5 este un SUV crossover compact electric cu baterii produs de Hyundai. Este primul produs care este comercializat din gama Ioniq, axată pe mașini electrice, și primul model dezvoltat pe platforma modulară globală Hyundai Electric (E-GMP). A fost dezvăluit la nivel global pe 23 februarie 2021.